# Tamburi
Tamburi is een bestuurslaag in het regentschap Oost-Soemba van de provincie Oost-Nusa Tenggara, Indonesië. Tamburi telt 876 inwoners (volkstelling 2010).